# Hylaea interrupta
Hylaea interrupta là một loài bướm đêm trong họ Geometridae.